# Akoris

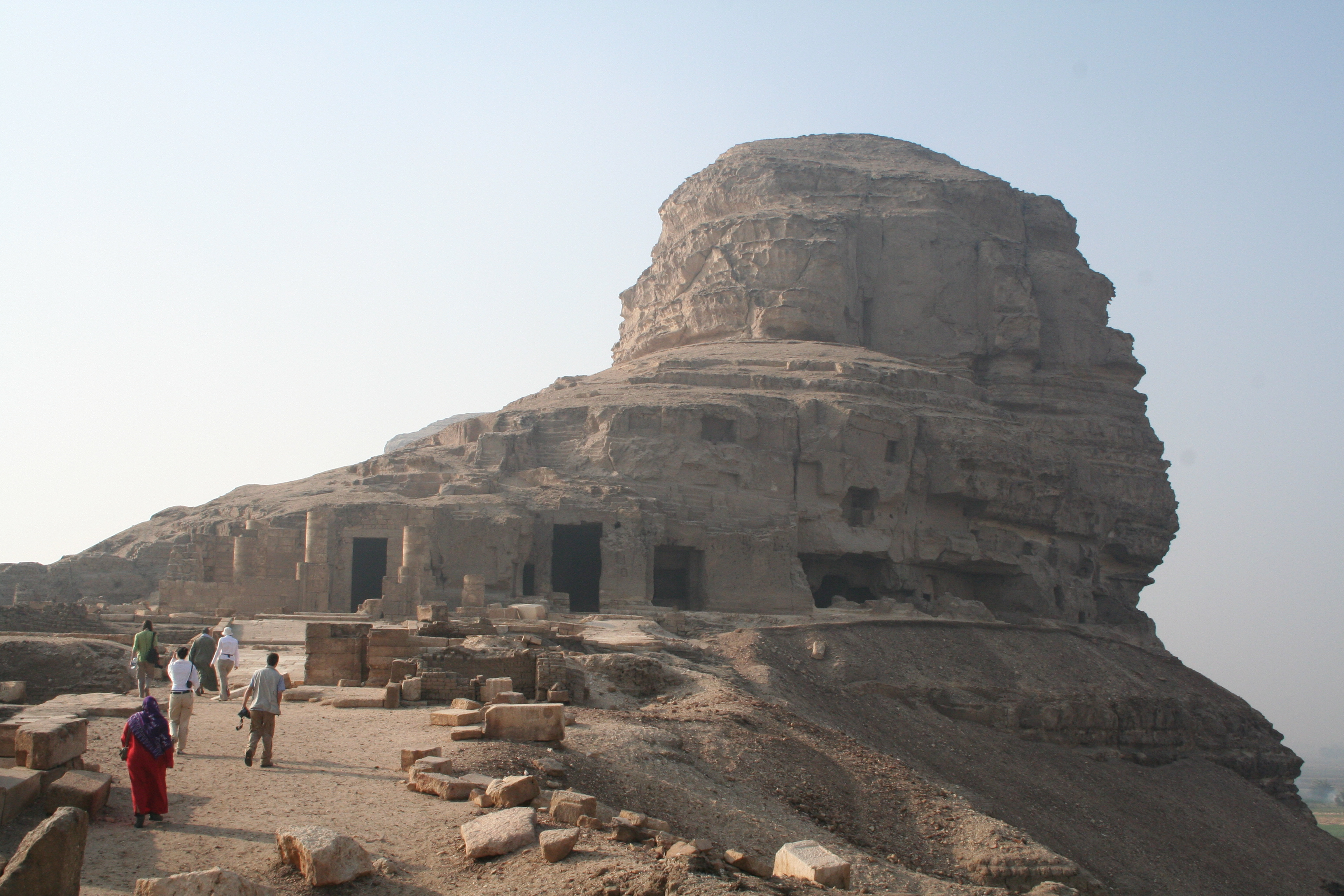
Tinha al-Djebel

Akoris (antic egipci Dehenet) fou una ciutat de l'antic Egipte. Correspon a la moderna Tihna al-Djebel, a la riba oriental del Nil a uns 10 km al nord d'Al-Minya.
En aquest lloc, a uns 2 km a l'est de la ciutat, a un turó a la vora del desert, es van trobar les tombes tallades a la roca de l'Imperi antic, conegudes per Tombes de Frazer.
Consisteixen en diverses tombes de les que la principal és la de Nikaankh, sacerdot d'Hathor durant el regne d'Userkaf de la dinastia V. Al temple d'Hathor existent a la ciutat des antic, es va afegir un temple construït en temps de Ramsès II amb quatre cambres tallades a la roca i que incloïa originalment un pòrtic amb quatre columnes a cada costat de l'entrada; el temple està mal conservat i encara es poden veure restes de les columnes amb cap d'Hathor a l'interior; al front hi havia columnes sense decoració i queden algunes inscripcions romanes i coptes. També es conserven dos petits temples romans.
De la ciutat de Dehenet i després Akoris queden encara unes restes d'estructures damunt la ciutat moderna.